# Karkudzhak (ort i Azerbajdzjan)
Karkudzhak (azerbajdzjanska: Nadirkənd) är en ort i Azerbajdzjan.   Den ligger i distriktet Goranboj, i den centrala delen av landet, 280 km väster om huvudstaden Baku. Karkudzhak ligger 214 meter över havet och antalet invånare är 1 389.
Terrängen runt Karkudzhak är platt åt nordost, men åt sydväst är den kuperad. Närmaste större samhälle är Dalimamedli, 6,8 km nordväst om Karkudzhak.
Trakten runt Karkudzhak består till största delen av jordbruksmark. Runt Karkudzhak är det ganska tätbefolkat, med 70 invånare per kvadratkilometer.